# 基里韋

基里韋（西班牙語：Quirihue），是智利的城市，位於該國中部比奧比奧大區的紐布萊省，始建於1891年12月22日，面積589平方公里，海拔高度231米，2012年人口12,562人，人口密度每平方公里21人。
36°17′S 72°32′W / 36.283°S 72.533°W